# Хоризонт
Хоризонт (грч. orizein) или обзор, то јест обзорје, односно видокруг означава линију која раздваја небо и Земљу. У астрономском смислу разликујемо математички хоризонт и прави хоризонт. У астрономији, раван хоризонта јесте основна раван хоризонтског координатног система.

Прави хоризонт је заправо теоријска линија, која се може посматрати са било којим степеном тачности само када лежи дуж релативно глатке површине као што је површина Земљиних океана. На многим локацијама ова линија је заклоњена тереном, а на Земљи може бити заклоњена и облицима живота као што су дрвеће и/или људске конструкције као што су зграде. Добијени пресек таквих препрека са небом назива се видљиви хоризонт. На Земљи, када се на море гледа са обале, део мора који је најближи хоризонту назива се изданак.
Према подацима из 2021. године, скоро сви људи који су икада живели нису лично посматрали хоризонт било ког небеског тела осим Земљиног, са јединим изузецима оних Аполо астронаута који су путовали на Месец и на тај начин такође посматрали и лунарни хоризонт, осим земаљског хоризонта. Поред тога, хоризонти неколико других небеских тела у Сунчевом систему, посебно Марса, снимљени су свемирским бродовима без посаде лансираним са Земље. Осим тамо где је наведено, остатак овог чланка искључиво расправља о Земљином хоризонту.
Прави хоризонт окружује посматрача и обично се претпоставља да је то круг, нацртан на површини савршено сферног модела Земље. Његов центар је испод посматрача и испод нивоа мора. Његова удаљеност од посматрача варира из дана у дан због атмосферске рефракције, на коју у великој мери утичу временски услови. Такође, што су очи посматрача више од нивоа мора, то је хоризонт удаљенији од посматрача. На пример, при стандардним атмосферским условима, за посматрача са нивоом очију изнад нивоа мора за 1,70 m (5 ft 7 in), хоризонт је на удаљености од око 5 km (3,1 mi). Када се посматра са веома високих позиција, као што је свемирска станица, хоризонт је много удаљенији и обухвата много већу област Земљине површине. У овом случају, хоризонт више не би био савршен круг, чак ни равна крива као што је елипса, посебно када је посматрач изнад екватора, пошто се Земљина површина може боље моделовати као елипсоид него као сфера.

## Етимологија
Реч хоризонт потиче од грчког "ὁρίζων κύκλος" horízōn kýklos, „круг који раздваја“, где је „ὁρίζων“ од глагола ὁρίζω horízō, „поделити“, „раздвојити“, од „ὅρος” (hóros), „граница, оријентир”.

## Математички хоризонт
Математички хоризонт представља раван која тангира место на Земљиној кугли.

## Прави хоризонт
Прави хоризонт се ретко поклапа са математичким, пре свега зато што Земља није равна, већ има облик геоида. Затим, обично се у околини посматрачког места налазе нижи и виши рељефни облици (брда, планине), затим дрвеће и грађевине. Самим тим посматрач не може да види све небеске објекте које би могао да се прави и математички хоризонт поклапају.

## Растојање до правог хоризонта
Растојање до правог хоризонта (означено са d) рачуна се помоћу Питагорине теореме, примењене на троугао који чине средиште Земље, тачка у којој стоји посматрач и најдаља тачка коју на Земљи може да види посматрач, односно тачка коју додирује тангента на површину Земљине кугле из тачке у којој се налази посматрач:
{\displaystyle d^{2}=(h+R_{z})^{2}-R_{z}^{2}}
где је h висина на којој се посматрач налази, углавном занемарива у односу на {\displaystyle R_{z}}, а {\displaystyle R_{z}} означава полупречник Земље.
Занемарујући ефекат атмосферске рефракције, удаљеност до правог хоризонта од посматрача близу Земљине површине је око
{\displaystyle d\approx {\sqrt {2\,h\,R}}\,,}
где је  висина изнад нивоа мора, а R полупречник Земље.
Када се  мери у километрима, а h у метрима, растојање је
{\displaystyle d\approx 3.57{\sqrt {h}}\,,}
где константа 3,57 има јединице .
Када се  мери у миљама (статутарне миље, тј. „копнене миље“ од 5.280 ft (1.609,344 m)) и h у стопама, удаљеност је
{\displaystyle d\approx {\sqrt {1.5h}}\approx 1.22{\sqrt {h}}\,.}
где константа 1,22 има јединице ½.
У овој једначини се претпоставља да је Земљина површина савршено сферна, са rр једнаким око 6.371 km (3.959 mi).

### Примери
Под претпоставком да нема атмосферске рефракције и да је Земља сферична са полупречником R=6.371 km (3.959 mi):
- За посматрача који стоји на земљи са  = 1,70 m (5 ft 7 in), хоризонт је на удаљености од 4,7 km (2,9 mi).
- За посматрача који стоји на земљи са  = 2 m (6 ft 7 in), хоризонт је на удаљености од 5 km (3,1 mi).
- За посматрача који стоји на брду или кули 30 m (98 ft) изнад нивоа мора, хоризонт је на удаљености од 19,6 km (12,2 mi)).
- За посматрача који стоји на брду или кули 100 m (330 ft) изнад нивоа мора, хоризонт је на удаљености од 36 km (22 mi).
- За посматрача који стоји на крову Бурџ Калифе, 828 m (2.717 ft) од земље и око 834 m (2.736 ft) изнад нивоа мора, хоризонт је на удаљености од 103 km (64 mi).
- За посматрача на врху Монт Евереста (8.848 m (29.029 ft) надморске висине), хоризонт је на удаљености од 336 km (209 mi).
- За посматрача у комерцијалном путничком авиону који лети на типичној висини од 35.000 ft (11.000 m), хоризонт је на удаљености од 369 km (229 mi).
- За пилота У-2, док лети на свом радном плафону 21.000 m (69.000 ft), хоризонт је на удаљености од 517 km (321 mi).

### Друге планете
На земаљским планетама и другим чврстим небеским телима са занемарљивим атмосферским ефектима, растојање до хоризонта за „стандардног посматрача“ варира као квадратни корен полупречника планете. Тако је хоризонт на Меркуру 62% удаљенији од посматрача него на Земљи, на Марсу 73%, на Месецу 52%, на Мимасу 18% и тако даље.

### Извођење
Ако се претпостави да је Земља безизражајна сфера (а не спљоштени сфероид) без атмосферске рефракције, онда се удаљеност до хоризонта може лако израчунати.
Теорема секансе и тангенте налаже да је
{\displaystyle \mathrm {OC} ^{2}=\mathrm {OA} \times \mathrm {OB} \,.}
Могу се направити следеће замене:
- = растојање до хоризонта
- = пречник Земље
- = висина посматрача изнад нивоа мора
- = пречник Земље плус висина посматрача изнад нивоа мора,

са d, D, и h све мерено у истим јединицама. Формула сада постаје
{\displaystyle d^{2}=h(D+h)\,\!}
или
{\displaystyle d={\sqrt {h(D+h)}}={\sqrt {h(2R+h)}}\,,}
где је  полупречник Земље.
Иста једначина се такође може извести помоћу Питагорине теореме. На хоризонту, линија вида је тангента на Земљу и такође је окомита на Земљин полупречник. Ово поставља правоугли троугао, са збиром полупречника и висине као хипотенузом. При чему је
- = растојање до хоризонта
- = висина посматрача изнад нивоа мора
- = полупречник Земље

позивање на другу слику доводи до следећег:
{\displaystyle (R+h)^{2}=R^{2}+d^{2}\,\!}
{\displaystyle R^{2}+2Rh+h^{2}=R^{2}+d^{2}\,\!}
{\displaystyle d={\sqrt {h(2R+h)}}\,.}
Тачна формула се може проширити као:
{\displaystyle d={\sqrt {2Rh+h^{2}}}\,,}
где је  полупречник Земље (R и h морају бити у истим јединицама). На пример, ако је сателит на висини од 2000 km, удаљеност до хоризонта је 5.430 km (3.370 mi); занемаривање другог члана у загради дало би растојање од 5.048 km (3.137 mi), што је грешка од 7%.

### Апроксимација
Ако је посматрач близу површине земље, онда је валидно занемарити h у термину (2R + h), и формула постаје -
{\displaystyle d={\sqrt {2Rh}}\,.}
Користећи километре за d и R, и метре за h, и узимајући полупречник Земље као 6371 , удаљеност до хоризонта је
{\displaystyle d\approx {\sqrt {2\cdot 6371\cdot {h/1000}}}\approx 3.570{\sqrt {h}}\,}.
Користећи империјалне јединице, са d и R у статутарним миљама (као што се обично користи на копну), и h у стопама, удаљеност до хоризонта је
{\displaystyle d\approx {\sqrt {2\cdot 3963\cdot {h/5280}}}\approx {\sqrt {1.5h}}\approx 1.22{\sqrt {h}}}.
Ако је d у наутичким миљама, а h у стопама, константни фактор је око 1,06, што је довољно близу 1 да се често занемарује, дајући:
{\displaystyle d\approx {\sqrt {h}}}
Ове формуле се могу користити када је h много мање од радијуса Земље (6371  или 3959 ), укључујући све погледе са било ког планинског врха, авиона или балона са велике висине. Са датим константама, метричке и империјалне формуле су прецизне до 1% (погледајте следећи одељак за постизање веће прецизности). Ако је h значајно у односу на R, као и код већине сателита, тада апроксимација више не важи и потребна је тачна формула.